# Guillaume Budé
Guillaume Budé (n. 26 ianuarie 1468, Paris - m. 22 august 1540, Paris) a fost un umanist, diplomat, filolog și elenist francez, cunoscut și sub numele latinizat Budaeus.

## Biografie
Guillaume Budé s-a născut la Paris, la 26 ianuarie 1468, într-o familie de funcționari regali înnobilată de către Carol al VI-lea al Franței. Tatăl său, Jean Budé, consilier al regelui, era un literat și un bibliofil, posesor al unei bogate biblioteci.
Guillaume Budé și-a început studiile serioase destul de târziu, la vârsta de 24 de ani. A studiat la Paris și la Orléans. După studii de drept civil, și-a asumat sarcina de notar și de secretar al regelui. A dobândit o atât de vastă știință, încât Erasmus din Rotterdam îl numea Minunea Franței. La începutul domniei regelui Francisc I, s-a apropiat de curtea regală pentru a pleda acolo cauza literaturii și filologiei. Este părintele Colegiului cititorilor regali, actualul Collège de France, militând pentru crearea unui colegiu unde să fie predate limbile Antichității, latina, greaca și ebraica, fondat în anul 1530, de către regele Francisc I. Guillaume Budé a fost sprijinit în aceste demersuri de episcopul Jean du Bellay.
Acest savant îmbrățișase toate științele, teologia, jurisprudența, matematicile, filologia, dar a fost cunoscut, mai cu seamă, în calitate de elenist. La cererea lui Erasmus, Guillaume Budé a întreprins o compilație a notelor lexicografice despre limba greacă, care a fost, vreme îndelungată, în Franța, operă de referință pentru cel care dorea să înceapă studiul limbii grecești. Poartă titlul de Maestru al Bibliotecii Regelui
Avea legături cu Thomas Morus, Pietro Bembo, Étienne Dolet, Rabelais și mai ales cu Erasmus, care, după o „ceartă literară”, va scrie: „Nu m-am împăcat deloc cu Budé; niciodată n-am încetat să-l iubesc.”
Guillaume Budé este considerat cel mai mare umanist din Franța. Jean Clouet i-a pictat portretul care se păstrează la Muzeul Metropolitan de Artă din New York, în anul 1536.

## Scrieri

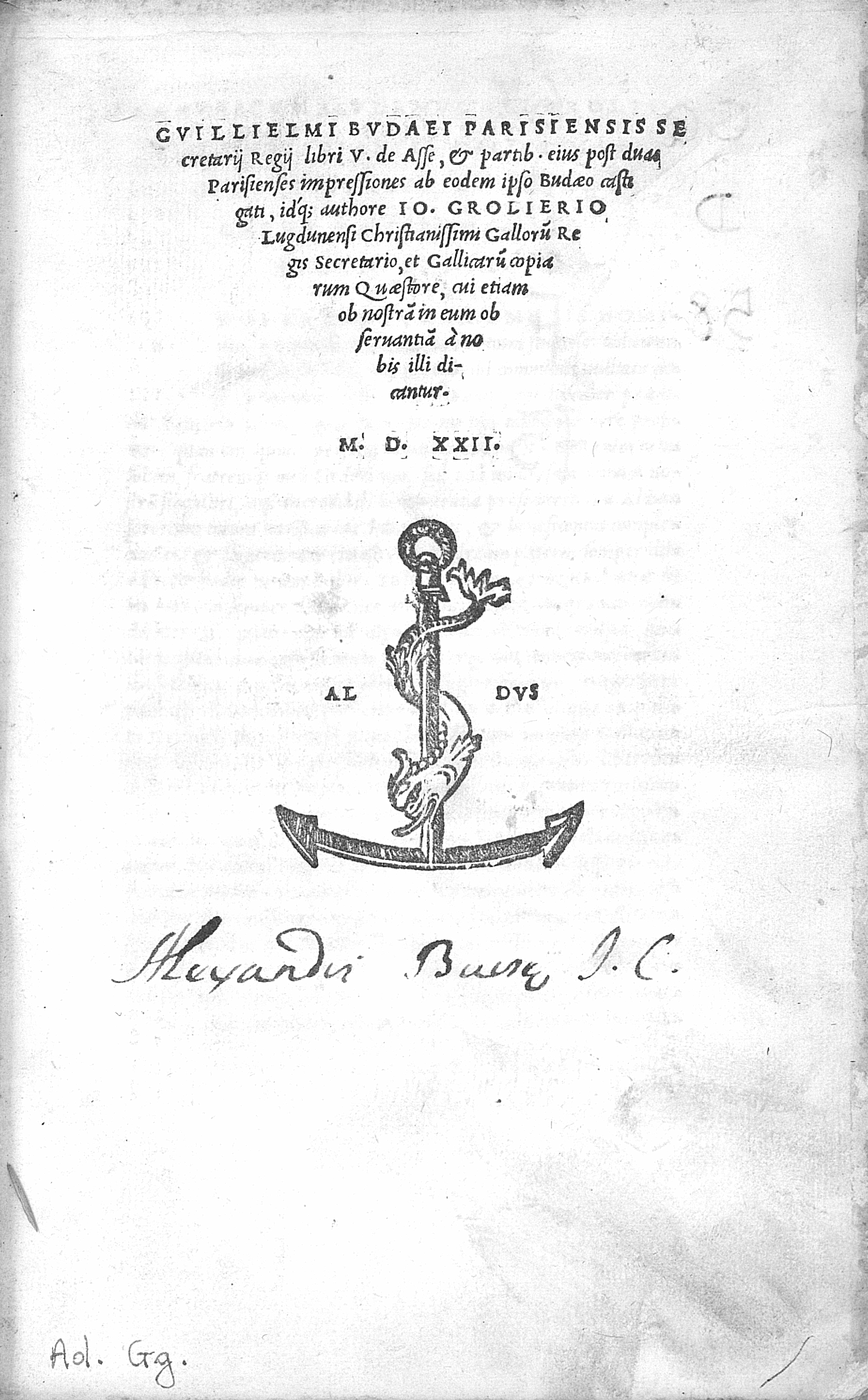
Libri V de Asse et partibus ejus, 1522

Lucrările lui Guillaume Budé sunt numeroase, câteva sunt foarte importante, ele fiind adesea retipărite.
- Traducerea în latină a mai multor tratate ale lui Plutarh (1502 - 1505)
- Annotationes in XXIV libros Pandectarum (Adnotări asupra Pandectelor, Paris, 1508, in-folio).
- Annotationes in quattuor et viginti pendectarum libros. Paris, Josse Bade, 1532. Această carte este un fundament al științei juridice; este un model de critică filologică.
- Libri V de Asse et partibus ejus (De Asse, 1514, in-folio, Veneția, 1522, in-4°). Este un tratat despre monedele și măsurile antice. A fost tradus în italiană de Gualandi (Florența, 1562), și care a fost publicat, într-o ediție prescurtată în franceză, la cererea regelui: Summaire ou Epitome du livre de Asse (Paris, 1522, in-8°).
- De contemptu rerum fortuitarum libri tres (Paris, 1520), disertație filosofică și morală.
- Epistolae (1520, in-8°) este o culegere care cuprinde o mică parte din corespondența lui Budé, în limba greacă, de o puritate remarcabilă.
- De studio litterarum recte et commode instituendo (Paris, 1527), în care recomandă tineretului studios marile studii literare.
- Commentarii linguae graecae[13] (Comentarii despre limba greacă, în latină, Paris, 1529, in-folio, 1548, in-folio).
- De philologia (Paris, 1530).
- Libellorumque magistri in praetorio, altera aeditio annotationum in pandectas. Paris, Josse Bade, 1532.
- De Studio Literarum Recte Et Commode Instituendo. Item Eiusdem G. Budaei De Philologia Lib. II. Basileae, apud Ioan. Walderum (Bâle[14], Johann Walder), martio [martie] 1533.
- De transitu Hellenismi ad Christianismum libri tres (Paris, Robert Estienne, martie 1535)
- De l'institution du prince (1547, in-folio)

Operele complete au fost publicate pentru prima oară la Bâle, în 1557, 4 volume in-folio.